# Székicsérfélék
A székicsérfélék (Glareolidae) a madarak osztályának lilealakúak (Charadriiformes) rendjébe tartozó család. 2 alcsalád, 4 nem és 17 faj tartozik a családba.

## Rendszerezésük
A családot Christian Ludwig Brehm német lelkipásztor és ornitológus írta le 1831-ben, az alábbi alcsaládok, nemek és fajok tartoznak ideː
A futómadárformák (Cursoriinae) alcsaládjába alábbi nemek és fajok tartoznak:
- Cursorius Latham, 1790 – 5 faj
  - futómadár (Cursorius cursor)
  - szomáliai futómadár (Cursorius somalensis)
  - vörös futómadár (Cursorius rufus)
  - vörösfejű futómadár (Cursorius temminckii)
  - indiai futómadár (Cursorius coromandelicus)
- Rhinoptilus Strickland, 1852 – 4 faj
  - kétörves futómadár (Rhinoptilus africanus)
  - vöröslábú futómadár (Rhinoptilus chalcopterus)
  - galléros futómadár (Rhinoptilus cinctus)
  - csíkosfejű futómadár (Rhinoptilus bitorquatus)

A székicsérformák (Glareolinae) alcsaládjába alábbi nemek és fajok tartoznak:
- Glareola Brisson, 1760 – 7 faj
  - hamvas székicsér (Glareola cinerea)
  - kis székicsér (Glareola lactea)
  - kövi székicsér (Glareola nuchalis)
  - madagaszkári székicsér (Glareola ocularis)
  - feketeszárnyú székicsér (Glareola nordmanni)
  - székicsér (Glareola pratincola)
  - keleti székicsér (Glareola maldivarum)

- Stiltia Gray, 1855) – 1 faj
  - Izabell-székicsér (Stiltia isabella[1] vagy Glareola isabella[2])

## Előfordulásuk
Európa, Ázsia, Afrika és Ausztrália területén honosak. A fajok egy része állandó, de a többség vonuló. Természetes élőhelyeik a füves puszták, tengerparti torkolatok, szikes lagúnák, tavak, folyók és patakok környéke.

## Megjelenésük
Testhosszuk 17-29 centiméter közötti.

## Életmódjuk
Az ismertebb fajok rovarokkal táplálkoznak, a székicsérek inkább levegőben vadásznak, a futómadarak inkább a talajon.

## Képek

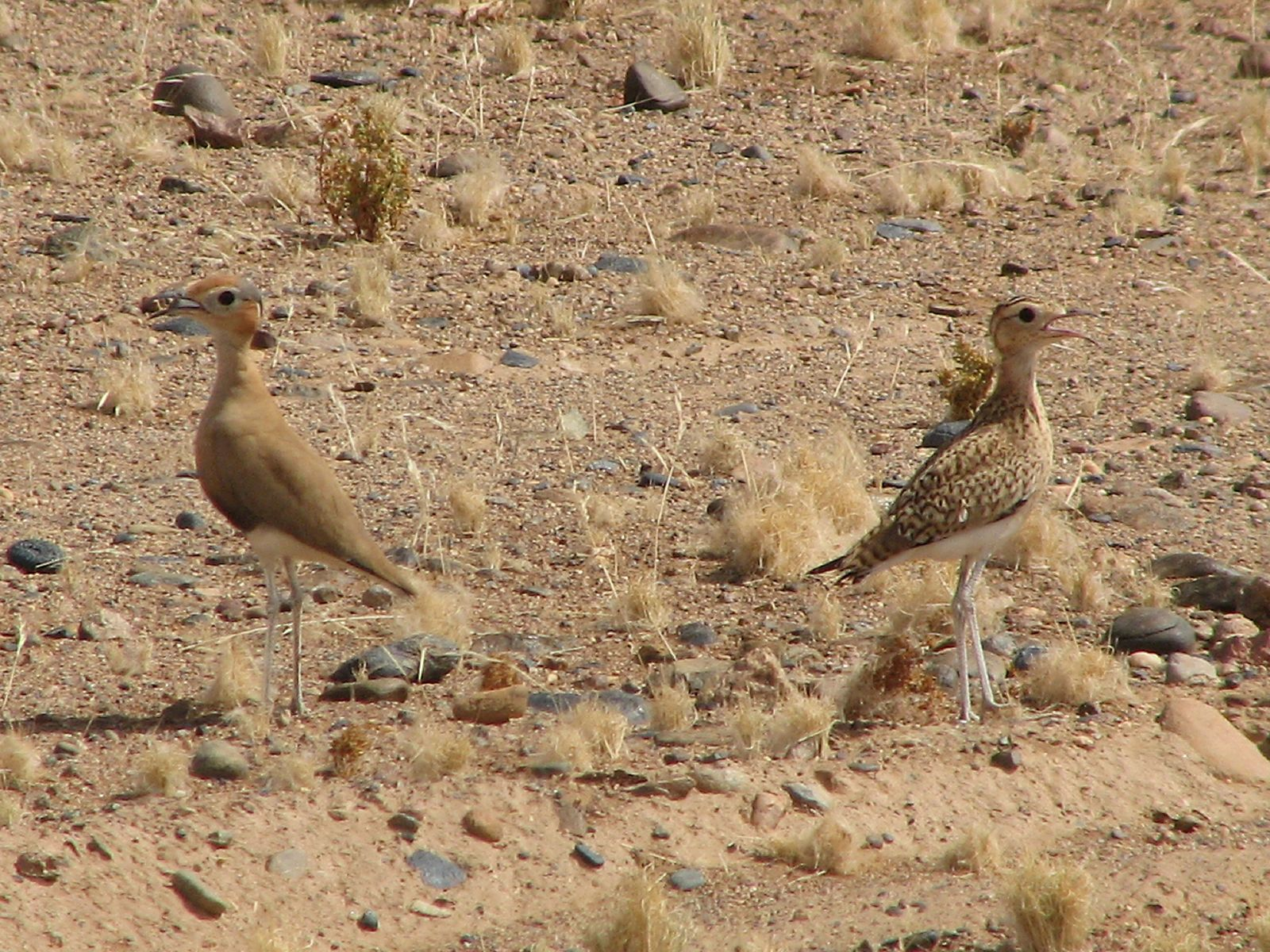
Vörös futómadár (Cursorius rufus)
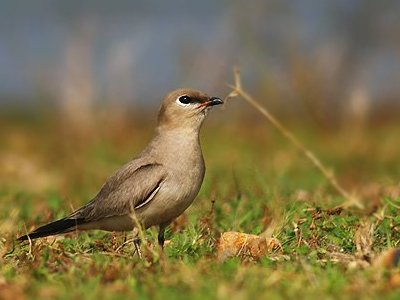
Kis székicsér (Glareola lactea)